# جين برودهيرست
جان أليس برودهيرست (29 ديسمبر 1873 - 4 سبتمبر 1954) معلمة أمريكية وعالمة نبات وعالمة جراثيم ، اشتهرت بعملها في الكشف عن فيروس الحصبة.

## مسارها المهني
تخرجت برودهيرست من مدرسة ولاية نيو جيرسي العادية عام 1892 ؛ بعد ذلك ألتحقت بهيئة التدريس بالمدرسة. درست في كلية المعلمين بجامعة كولومبيا في مدينة نيويورك. تدرس في قسم علم النبات وعلم الحيوان في كلية بارنارد؛ وفي عام 1906 انضمت إلى كلية المعلمين بجامعة كولومبيا. حصلت برودهيرست على درجة الدكتوراه من جامعة كورنيل في عام 1914، وتقاعدت كأستاذة متقاعد في كلية المعلمين بجامعة كولومبيا في عام 1939.

## كشف الحصبة
في تشرين الثاني (نوفمبر) 1937 ، بعد أكثر من عام من البحث، أعلنت برودهرست عن اكتشاف طريقة للكشف عن فيروس الحصبة قبل ظهور الطفح الجلدي المميز. باستخدام صبغة نيجروسين، نجحت برودهيرست وفريقها في توضيحها بالصبغة، وبالتالي جعل الأجسام المدرجة في الفيروس مرئية. تم استخدام عينات من الأنف والحنجرة من أكثر من 160 حالة حصبة في الدراسة، والتي تم وصفها في مجلة الأمراض المعدية.